# Кокетка (фільм)
«Коке́тка» (англ. Coquette) — американська мелодрама режисера Сема Тейлора 1929 року за мотивами однойменного спектаклю. Перша звукова картина Мері Пікфорд, за яку вона отримала премію «Оскар».

## Сюжет
Безсердечна красуня-кокетка Норма Безант закохується в запального Джеффрі. Її батько, доктор Безант, засмучений вибором дочки і забороняє Нормі вступати в шлюб. Він виганяє Джеффрі з їхнього будинку, і у припадку люті стріляє в нього та вбиває. В очікуванні суду доктор здійснює самогубство, намагаючись таким чином покарати себе за зруйноване щастя Норми.

## У ролях
- Мері Пікфорд — Норма Безант
- Джонні Мак Браун — Майкл Джеффрі
- Метт Мур — Стенлі Вентворт
- Джон Ст. Поліс — доктор Джон Безант
- Вільям Дженні — Джиммі Безант
- Генрі Колкер — Джаспер Картер
- Джордж Ірвінг — Роберт Вентворт
- Луїз Біверс — Джулія
- Джей Бергер
- Віра Льюїс — міс Дженкінс